# Parafia Trójcy Przenajświętszej w Szydłowiczach
Parafia Przenajświętszej Trójcy w Szydłowiczach – rzymskokatolicka parafia znajdująca się w diecezji grodzieńskiej, w dekanacie Wołkowysk, na Białorusi.
Parafia posiada dwie kaplice filialne:
- pw. Miłosierdzia Bożego
- pw. św. siostry Faustyny w Subaczach

## Historia

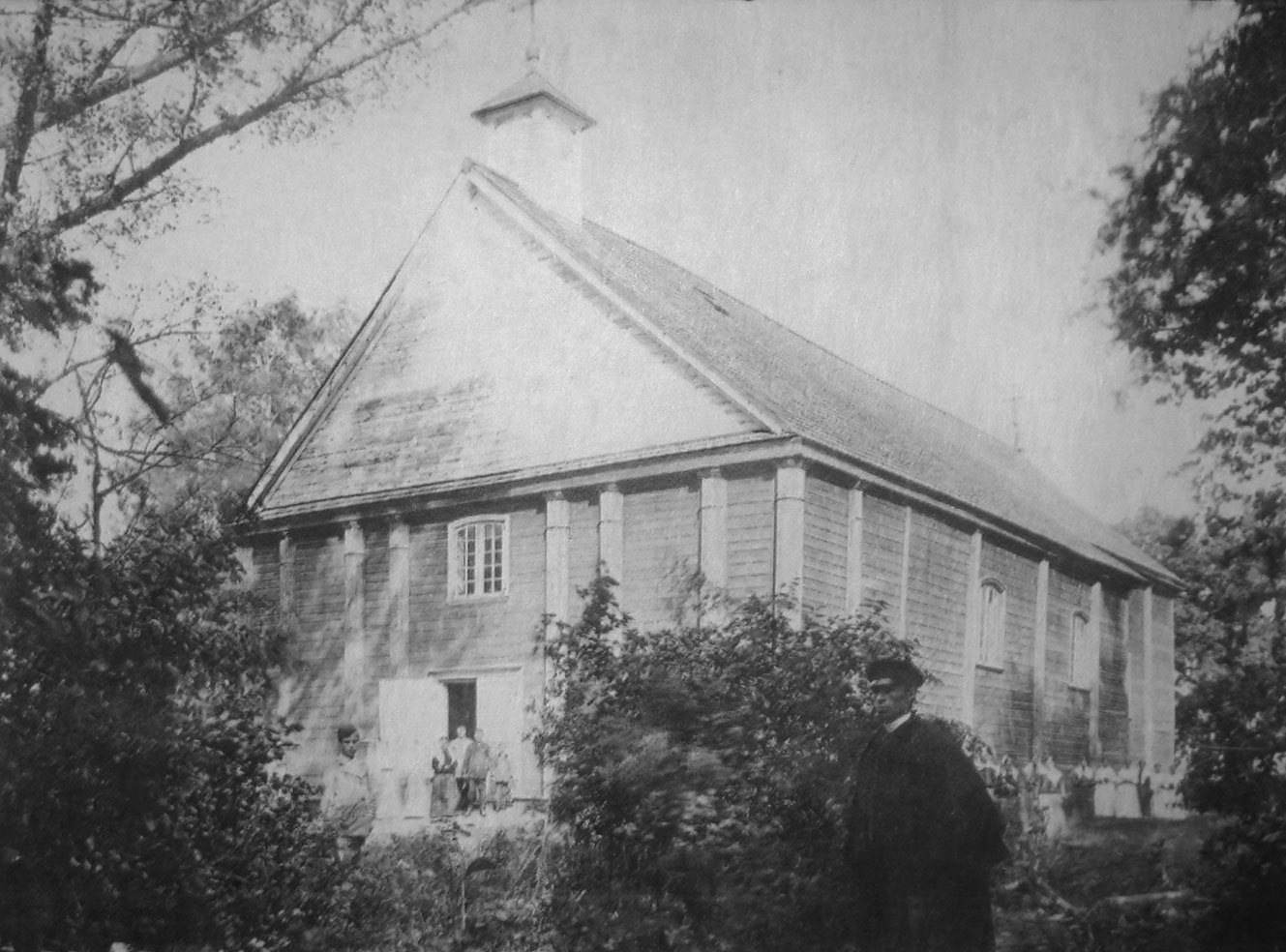
Stary kościół na pocz. XX wieku

Pierwszy, drewniany kościół w Szydłowiczach powstał w 1511. Był on fundacji Anny, Zofii i Kamili Krupskich. Był on kilkakrotnie odnawiany. W latach 1907–1914 wzniesiono obecną świątynię, która w czasie I wojny światowej została mocno uszkodzona i była remontowana do 1927. W 1925 rozebrano stary kościół.
W XIX w. i w latach międzywojennych parafia leżała w archidiecezji wileńskiej, w dekanacie wołkowyskim. Przed II wojną światową liczyła ponad 5000 wiernych.
Po II wojnie światowej Szydłowicze znalazły się w granicach ZSRS. W początkowych latach komunizmu parafia prężnie działała - pełnomocnik na obwód grodzieński Rady ds. Wyznań ZSRR w raporcie odnotował, że 10 października 1949 na nabożeństwo czterdziestogodzinne w parafii w Szydłowiczach przybyło ok. 10 tys. osób w różnym wieku z terenu trzech rejonów obwodu. Parafia działała do zamknięcia i nacjonalizacji kościoła w 1958. W kolejnych latach budynek służył jako spichlerz, magazyn i warsztat. Zwrócony został w 1989, po czym przystąpiono do jego renowacji. 2 lipca 1993 świątynia została rekonsekrowana.